# Montgomery, Alabama
Montgomery je glavno mesto in drugo največje mesto zvezne države ZDA Alabama. Mesto se nahaja ob reki Alabama in je sedež okrožja Montgomery.

## Zgodovina
Mesto je bilo nekaj mesecev leta 1861 prestolnica novoustanovljenih Konfederativnih držav Amerike.